# 1864 Daedalus
1864 Daedalus (1971 FA) là một Apollo asteroid và vật thể gần Trái Đất được phát hiện ngày 24 tháng 3 năm 1971 bởi Tom Gehrels ở Đài thiên văn Palomar.